# Бо-и-хан
Бо-и-хан (тронное имя кит. упр. 保義可汗, пиньинь baoyikehan, палл. Баоикэхань, личное имя кит. упр. 李孝誠, пиньинь li xiao cheng, палл. Ли Сяочен, титул кит. упр. 爱登里罗汩密施合毗伽可汗, пиньинь aidengliluogumishihepigakehan, палл. Айденлилогумишихэпигакэхань) — каган Уйгурского каганата с 808 года по 821 год. Приказом китайского императора Ли Сяочен — младший министр правой руки при Кюлюг-Бильге-хане был назначен каганом.

## Правление
Новый каган был полностью ставленником Тан. За 3 первых года правления отправил к императору два посольства. Уйгур Инаньчжу (伊難珠) передал, что каган жалает вступить в брак с китайской принцессой. Кагану отказали. Вскоре каган сменил направление политики и отправил 3000 уйгур напасть на поселение Тицюань (鵜泉). В ответ китайские войска возвели форт Тяньдечен (天德城) в горах Хейшань для отражения набегов.
Каган требовал брака, но министры сообщили императору, что расходы в 5 000 000 на брак и подарки уйгурам неподъёмны для казны, опустошённой войной с мятежными цзедуши. Император постарался вежливо отказать кагану. В 821 Тан Иу-цзун дал согласие на брак, но каган вскоре умер.
Каганом был назначен Чин-дэ-хан (崇德可汗 — Чундэкэхань)